# Generalització (aprenentatge)
La generalització és el concepte que els humans, altres animals i les xarxes neuronals artificials utilitzen l'aprenentatge passat en situacions presents d'aprenentatge si les condicions de les situacions es consideren similars. L'aprenent utilitza patrons generalitzats, principis i altres similituds entre experiències passades i experiències noves per navegar pel món de manera més eficient. Per exemple, si una persona ha après en el passat que cada vegada que menja una poma, li pica i s'infla la gola, podria suposar que és al·lèrgica a totes les fruites. Quan a aquesta persona li ofereixen un plàtan per menjar, el rebutja assumint que també hi és al·lèrgica, generalitzant que totes les fruites causen la mateixa reacció. Tot i que aquesta generalització sobre ser al·lèrgic a totes les fruites basada en experiències amb una fruita podria ser correcta en alguns casos, pot no ser correcta en tots. S'han demostrat efectes tant positius com negatius en l'educació a través de la generalització apresa i la seva noció contrastada d'aprenentatge per discriminació.

## Visió general
S'entén que la generalització està directament relacionada amb la transferència de coneixement entre múltiples situacions. El coneixement que s'ha de transferir sovint s'anomena abstraccions, perquè l'aprenent abstrau una regla o patró de característiques d'experiències prèvies amb estímuls similars. La generalització permet als humans i als animals reconèixer les similituds en el coneixement adquirit en una circumstància, permetent la transferència de coneixement a noves situacions. Aquesta idea rivalitza amb la teoria de la cognició situada, ja que afirma que es poden aplicar coneixements passats a l'aprenentatge en situacions i entorns nous.
La generalització es pot recolzar i explicar parcialment amb l'enfocament connexionista. De la mateixa manera que les intel·ligències artificials aprenen a distingir entre diferents categories aplicant l'aprenentatge passat a situacions noves, els humans i els animals generalitzen propietats i patrons apresos prèviament a situacions noves, connectant així l'experiència nova amb experiències passades que són similars en una o més maneres. Això crea un patró de connexions que permet a l'aprenent classificar i fer suposicions sobre el nou estímul, com ara quan l'experiència prèvia veient un canari permet a l'aprenent predir com seran altres ocells. Aquesta categorització és un aspecte fonamental de la generalització.

## Recerca sobre la generalització
En estudis científics que estudien la generalització, sovint s'utilitza un gradient de generalització. Aquesta eina s'utilitza per mesurar la freqüència i la intensitat amb què els animals o els humans responen a certs estímuls, depenent de si els estímuls es perceben com a similars o diferents. La forma curvilínia del gradient s'aconsegueix col·locant la similitud percebuda d'un estímul a l'eix x i la força de la resposta a l'eix y. Per exemple, quan es mesuren les respostes al color, s'espera que els subjectes responguin a colors similars entre si, com ara tons de rosa després d'estar exposats al vermell, en comptes d'un to de blau no similar. El gradient és relativament predictible, amb una resposta a estímuls similars lleugerament menys forta que la resposta a l'estímul condicionat, i després disminueix constantment a mesura que els estímuls presentats es tornen cada cop més diferents.
Diversos estudis han suggerit que la generalització és un procés d'aprenentatge fonamental i natural per als humans. Els nadons de nou mesos necessiten molt poques (de vegades només 3) experiències amb una categoria abans d'aprendre a generalitzar. De fet, els infants generalitzen tan bé durant les primeres etapes del desenvolupament (com ara aprendre a reconèixer sons específics com a llenguatge) que els pot costar discriminar entre variacions dels estímuls generalitzats en etapes posteriors del desenvolupament (com ara no distingir entre els sons subtilment diferents de fonemes similars). Una possible explicació de per què els infants són aprenents tan eficients és que operen d'acord amb l'objectiu de fer que el seu món sigui més predictible, cosa que els anima a aferrar-se fermament a generalitzacions que els ajudin eficaçment a navegar pel seu entorn.
Algunes proves suggereixen que els nens neixen amb processos innats per generalitzar les coses amb precisió. Per exemple, els nens tendeixen a generalitzar basant-se en similituds taxonòmiques en lloc de temàtiques (una experiència amb una pilota porta el nen a identificar altres objectes amb forma de pilota com a "pilota" en lloc d'etiquetar un bat com a "pilota" perquè un bat s'utilitza per colpejar una pilota).
Wakefield, Hall, James i Goldin (2018) van descobrir que els infants són més flexibles a l'hora de generalitzar verbs nous quan se'ls ensenya el verb observant gestos, en comptes de fer-ho realitzant l'acció ells mateixos. Quan s'ajuda un nen a aprendre una paraula nova, proporcionar més exemples de la paraula augmenta la capacitat del nen per generalitzar la paraula a diferents contextos i situacions. A més, les intervencions d'escriptura per a estudiants de primària donen millors resultats quan la intervenció es centra activament en la generalització com a resultat.
S'ha demostrat que la generalització es refina i/o s'estabilitza després de dormir.

## Implicacions
Sense la capacitat de generalitzar, probablement seria molt difícil navegar pel món d'una manera útil. Per exemple, la generalització és una part important de com els humans aprenen a confiar en persones desconegudes i un element necessari en l'adquisició del llenguatge.
Per a una persona que no tingués la capacitat de generalitzar d'una experiència a la següent, cada cas de gos estaria completament separat d'altres casos de gossos, de manera que l'experiència prèvia no faria res per ajudar la persona a saber com interactuar amb aquest estímul aparentment nou.  De fet, fins i tot si la persona hagués experimentat el mateix gos diverses vegades, no tindria manera de saber què esperar i cada vegada seria com si l'individu es trobés amb un gos per primera vegada. Per tant, la generalització és una part valuosa i integral de l'aprenentatge i de la vida quotidiana.
Es demostra que la generalització té implicacions sobre l'ús de l'efecte d'espaiat en entorns educatius. En el passat, es pensava que la informació oblidada entre períodes d'aprenentatge en implementar la presentació espaiada inhibia la generalització. En anys més recents, aquest oblit s'ha vist com una promoció de la generalització mitjançant la repetició d'informació durant cada ocasió d'aprenentatge espaiat. Els efectes d'adquirir coneixement de generalització a llarg termini mitjançant l'aprenentatge espaiat es poden comparar amb els de l'aprenentatge massiu (extens i tot alhora; per exemple, estudiar a tope la nit abans d'un examen) en què una persona només adquireix coneixement a curt termini, disminuint la probabilitat d'establir una generalització.
La generalització també es considera un factor important en la memòria procedimental, com ara els processos de memòria gairebé automàtics necessaris per conduir un cotxe. Sense poder generalitzar a partir d'experiències prèvies al volant, una persona essencialment hauria de tornar a aprendre a conduir cada vegada que es trobés amb un carrer nou. Se sap que les persones diagnosticades amb NVLD (trastorn de l'aprenentatge no verbal) de vegades tenen dificultats per aplicar els conceptes apresos a situacions noves.
Tanmateix, no tots els efectes de la generalització són beneficiosos. Una part important de l'aprenentatge és saber quan no generalitzar, el que s'anomena aprenentatge per discriminació. Si no fos per l'aprenentatge per discriminació, els humans i els animals tindrien dificultats per respondre correctament a diferents situacions. Per exemple, un gos pot estar entrenat per acostar-se al seu amo quan sent un xiulet. Si el gos generalitza aquest entrenament, potser no discriminarà entre el so del xiulet i altres estímuls, de manera que vindria corrent cap al seu amo quan sentís algun soroll agut.

## Generalització de la por
Un tipus específic de generalització, la generalització de la por, es produeix quan una persona associa pors apreses en el passat mitjançant el condicionament clàssic a situacions, esdeveniments, persones i objectes similars del seu present. Això és important per a la supervivència de l'organisme; els humans i els animals necessiten ser capaços d'avaluar situacions aversives i respondre-hi adequadament basant-se en generalitzacions fetes a partir d'experiències passades.
Quan la generalització de la por esdevé desadaptativa, està relacionada amb molts trastorns d'ansietat Aquesta inadaptació sovint es coneix com a sobregeneralització de la por i també pot conduir al desenvolupament del trastorn d'estrès posttraumàtic La sobregeneralització s'atribueix hipotèticament a la "desregulació dels circuits prefrontal-amigdalo-hipocampals" (Banich, et al., 2010, p. 21).
Un dels primers estudis sobre la generalització de la por en humans va ser dut a terme per Watson i Raynor (1920): l'experiment de Little Albert En el seu estudi, un nadó conegut com el Petit Albert va ser exposat a diversos tipus d'animals, cap dels quals va provocar una resposta de por per part del Petit Albert. No obstant això, després de 7 emparellaments d'una rata blanca i el so d'un martell colpejant contra una barra d'acer (que sí que va provocar una resposta de por), el nen d'11 mesos va començar a plorar i a intentar allunyar-se de la rata blanca fins i tot sense el soroll fort. Mesos més tard, proves addicionals van mostrar que el petit Albert havia generalitzat la seva resposta de por a coses similars a les de la rata blanca, com ara un gos, un conill i un abric de pell.
Les regions cerebrals implicades en la generalització de la por inclouen l'amígdala i l'hipocamp.  L'hipocamp sembla estar més implicat en el desenvolupament de la generalització de la por contextual (desenvolupament d'una por generalitzada per un entorn específic) que en la generalització de la por a estímuls (com ara l'adquisició d'una resposta de por per part del petit Albert als objectes blancs i peluts). L'amígdala, que s'associa amb tot tipus de respostes emocionals, és fonamental en el desenvolupament d'una resposta de por condicionada clàssicament, ja sigui a un estímul o al context en què es troba.